# Majaland Gdańsk
Majaland Gdańsk est un parc d'attractions ouvert le 1er juin 2024 à Gdańsk, en Pologne, à deux kilomètres au nord de l'aéroport Lech-Wałęsa de Gdańsk.

## Description
Le parc est composé d'une zone en extérieur et d'une zone en intérieur. Le bâtiment de celle-ci est couvert de panneaux solaires photovoltaïques.